# Кенеський сільський округ (Мойинкумський район)
Кене́ський сільський округ (каз. Кеңес ауылдық округі, рос. Кенесский сельский округ) — адміністративна одиниця у складі Мойинкумського району Жамбильської області Казахстану. Адміністративний центр — село Айдарли.
Населення — 2065 осіб (2021; 1907 у 2009, 1996 у 1999, 2305 у 1989).
Станом на 1989 рік існувала Айдарлинська сільська рада (село Кенес), з 1993 року — Кенеська сільська адміністрація. 1997 року сільська адміністрація була ліквідована та приєднана до складу Бірліцького сільського округу, однак 2001 року зі складу Бірліцького сільського округу був виділений Кенеський сільський округ. 2019 року до складу округу було включено 1,84 км² земель державного земельного фонду.